# HP 12C

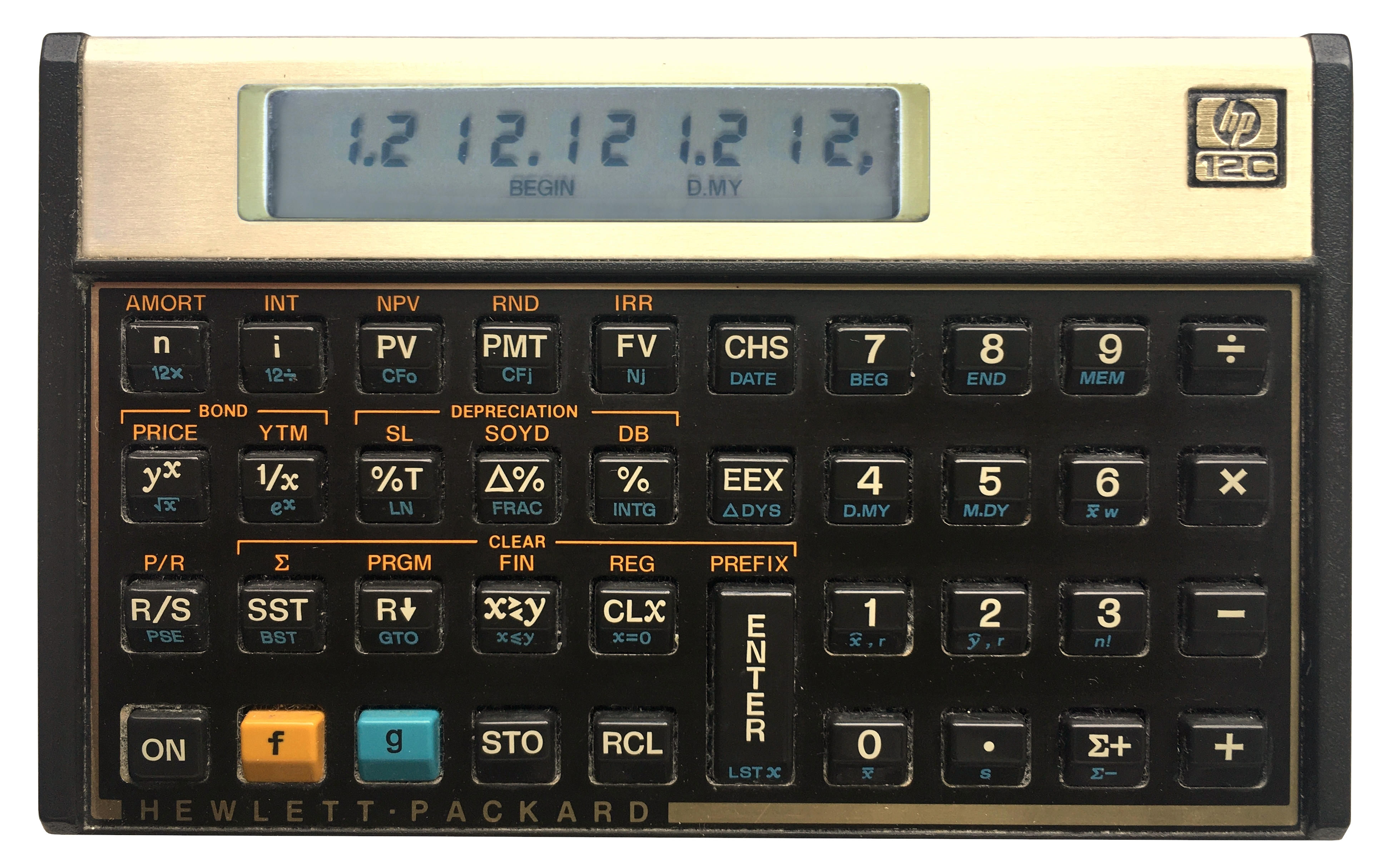
HP 12c, conforme o número de série produzido na fábrica da HP perto de São Paulo, Brasil

HP 12c é uma calculadora financeira programável utilizada na execução de cálculos financeiros envolvendo juros compostos, taxas de retorno, amortização. A HP 12c utiliza método RPN e introduziu o conceito de fluxo de caixa nas calculadoras, utilizando sinais distintos para entrada e saída de recursos.
Foi lançada pela empresa de informática e tecnologia estadunidense Hewlett-Packard em 1981, em substituição às calculadoras HP 38E e 38C. Para oferecer uma alternativa com menor custo, a empresa brasileira BrtC lançou a calculadora FC-12, o seu segundo modelo de calculadora financeira e uma calculadora similar à HP 12c Platinum (incluindo as funções financeiras e o método RPN e algébrico).

## Cálculos Básicos na HP 12c (RPN)
Diferentemente das calculadoras convencionais, que utilizam o método algébrico convencional, as HPs financeiras, utilizam o método Notação Polonesa Inversa, (RPN na sigla em inglês, de Reverse Polish Notation), que permite uma linha de raciocínio mais direta durante a formulação e melhor utilização da memória.

### Cálculos básicos comuns
Por utilizar a notação RPN, a HP 12c exige um algoritmo (sequência de passos) de cálculo diferenciado para a sua utilização.
Por exemplo, para que se possa somar dois valores é preciso realizar a seguinte operação:
- primeiro valor
- Tecla [ENTER]
- segundo valor
- Tecla [+]

### Cálculos financeiros básicos
Para a realização de cálculos financeiros básicos com a HP 12c (cálculo de juros simples ou compostos) é preciso estar ciente das seguintes teclas:
n
Indica o prazo que deve ser considerado. Pode ser dado em dias, meses, trimestres, anos, desde que conforme a taxa de juros.
i
Significa interest (juros, em inglês). Indica a taxa de juros usada no trabalho com o capital. Deve estar conforme o indicador de tempo.
PV
Significa Present Value (valor presente, em inglês). É o capital inicial sobre o qual os juros, prazos e amortizações serão aplicados.
FV
Significa Future Value (valor futuro, em inglês). É o montante final resultante da soma dos juros acumulados com o Capital inicial, descontados os pagamentos, caso existam.
PMT
Significa Periodic Payment Amount (valor do pagamento periódico, em inglês. É o valor de uma parcela que pode ser adicionada ou subtraída do montante a cada período.
Para realizar cálculos nessa modalidade é necessário informar pelo menos 3 informações iniciais e obteremos outra como resposta. É importante ter em mente que [PV] e [FV] terão sempre valores com sinais opostos, pois se um representar uma saída de caixa, o outro será uma entrada de caixa. Caso o cálculo exija que sejam inseridos [PV] e [FV] simultaneamente para a obtenção de [i], [n] ou [PMT], deve ser pressionado [CHS] (chang signal) antes da inserção de um dos dois.

### Exemplos
Se tenho R$ 1.500,00 aplicado na poupança e for colocando R$ 100,00 todos os meses durante 10 anos (120 meses), quanto vou ter no final? (taxa anual nominal da poupança: 0,6% a.m.)
Deve-se digitar os valores e apertar os botões indicados:
1500 [CHS] [PV]
100 [CHS] [PMT]
0.6 [i]
120 [n]
[FV]
O resultado no visor será de R$ 20.575.33.
Se nasci em 18 de maio de 1970, hoje completo quantos dias de existência? Deve-se digitar as datas (com os pontos) e pressionar os botões indicados:
[g] [D.MY]
18.051970 [Enter]
31.032009 [g] [ΔDYS]
O resultado no visor será de 14.197 (dias).

## Modelos
Atualmente existem três modelos diferentes da calculadora HP 12c no mercado: Gold, Platinum e Prestige. 
O modelo Gold foi a primeira versão e continua a ser vendida na atualidade. Os outros modelos dependem de disponibilidade na região (tais como a versão comemorativa Platinum 25th Anniversary Edition) com exceção da primeira versão da Platinum, que foi retirada do mercado.

### HP 12c Gold

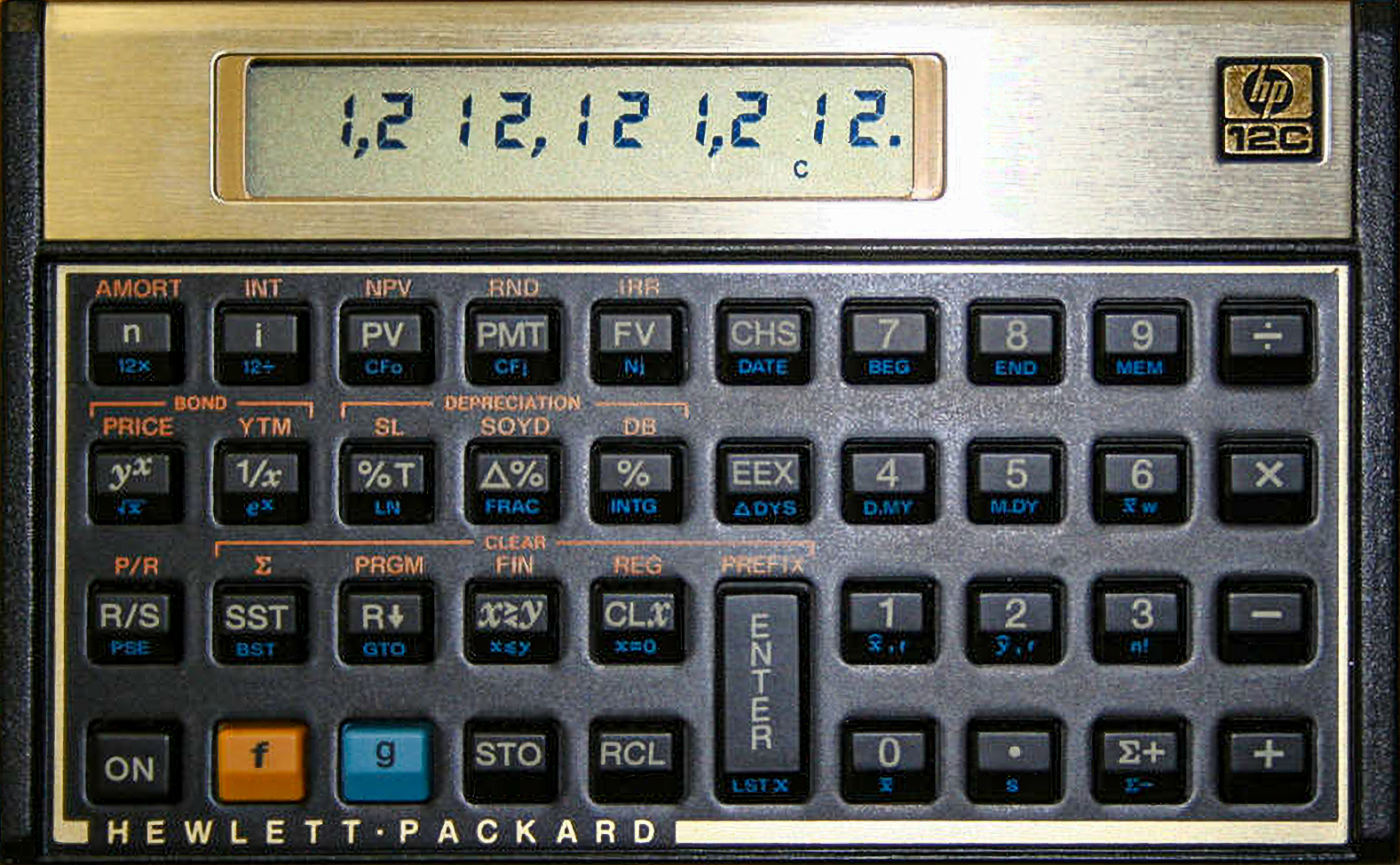
HP 12c, modelo "Gold".

É o modelo clássico, dourado e preto com teclas pretas, lançado em 1981. Apresenta apenas o modo de cálculo usando a notação RPN. Vale destacar que o termo "Gold" não é uma designação oficial da HP, mas um termo popularmente utilizado para se referir à versão tradicional da HP 12c.

### HP 12c Platinum

#### Primeira versão
Modelo lançado em 2003 com "quatro vezes mais memória, até seis vezes mais rápida e com funções financeiras extras" .
Além disso, é a primeira da série a conter, além do RPN, o modo Algébrico de cálculo (modo convencional usado nas calculadoras comuns).

#### Segunda versão

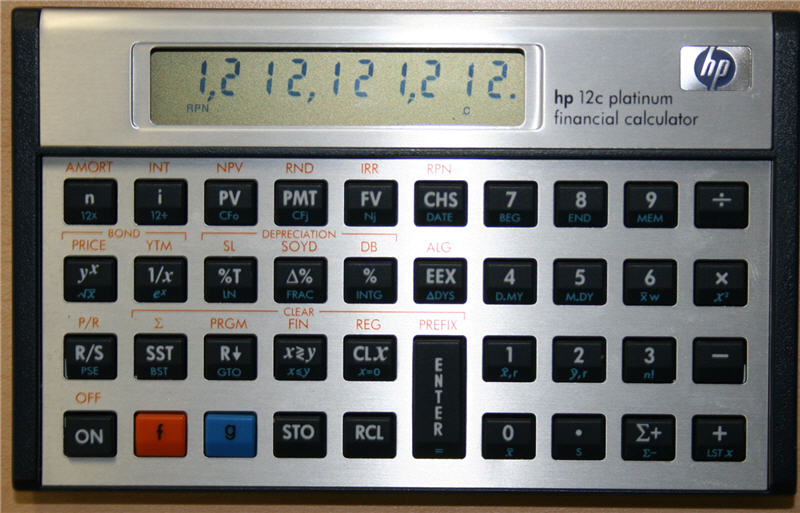
HP 12c, modelo Platinum (primeira versão).

Modelo lançado logo após a sua primeira versão. Esta tem quase as mesmas características da primeira, principalmente por não ter o defeito encontrado na primeira (taxa interna de retorno), conta também com melhoria no cálculo de TVM, da adição de teclas Backspace e Undo e da possibilidade de se controlar o contraste. Também apresenta abre e fecha parênteses nas teclas STO e RCL respectivamente.

### HP 12c Platinum 25th Anniversary edition
Este modelo é uma edição comemorativa lançada em 2006 em homenagem ao seu 25º aniversário. Ele conta com todas as funções presentes no modelo Platinum (segunda versão), além de uma inscrição alusiva à comemoração. Este foi também o primeiro modelo vir com um case de couro incluso, abandonando o antigo envelope.

### HP 12c Prestige
Mesmo modelo que a HP 12c Platinum (segunda versão), porém com um visual diferenciado totalmente dourado com teclas pretas e já vem com um case duro de couro. Vendida no Brasil.

## Programação
A HP 12c é uma calculadora programável,e permite que se instalem programas para séries de cálculos repetitivos, equações e outros aplicativos. No modo "RUN" serão introduzidas as variáveis seguidas da instrução de execução "R/S". A mudança para o modo de programação se faz com o uso da função "P/R", que será novamente pressionada após a introdução do programa desejado. A capacidade de programação em número de linhas é diferente entre os modelos Gold, Platinum e Prestige, sendo de 99 para a primeira e 399 para as outras. Assim as linhas da Gold são designadas de 00 a 99 e nas outras de 000 a 399. Para programar usando a lógica RPN o usuário necessita conhecer apenas 9 funções específicas para programação. (P/R, R/S, PSE, SST, BST, PRGM, GTO, x=0, x<=y). É principalmente em programação que se destaca a vantagem do uso da lógica RPN sobre a algébrica, pela não utilização de parênteses, colchetes e chaves e maximização do uso da pilha operacional onde os dados são espaçados pela tecla "ENTER".

## Limitações
Por padrão, a HP 12c arredonda o número de períodos (n) para o inteiro mais próximo, o que pode gerar resultados incorretos ao lidar com períodos fracionários. Como consequência, o valor de n obtido pode ser impreciso em relação à fórmula padrão de anuidades e pode diferir dos resultados fornecidos por outras calculadoras financeiras, como o Excel.
Para exemplificar esta limitação, execute os comandos abaixo:
```
2,6       [i]
1   [CHS] [PV]
2         [FV]
          [n]

Resultado correto = 27,005
Resultado retornado = 28
```

## Defeitos identificados em alguns modelos
Algumas das Calculadoras HP 12c Platinum saíram de fábrica com um defeito em seu programa no que diz respeito à função de Taxa Interna de Retorno (função IRR). Este problema não afeta as demais funções, nem ocorre nos demais modelos da calculadora.
Segundo explicações da própria HP, o defeito ocorre quando se tenta calcular um fluxo de caixa irregular, cuja TIR seja entre 0% e 0,5%.
Para a averiguação da existência de tal defeito na calculadora, alguns fóruns especializados indicam o seguinte teste.
```
218720 [CHS] 
[g] [CFo]

0            
[g] [CFj]

16           
[g] [Nj]

28000        
[g] [CFj]

0            
[g] [CFj]

10           
[g] [Nj]

65000        
[g] [CFj]

0            
[g] [CFj]

5            
[g] [Nj]

47000        
[g] [CFj]

0            
[g] [CFj]

18           
[g] [Nj]

88000        
[g] [CFj]

             
[f] [IRR]

Resultado correto = 0,11104985
Resultado incorreto = 1,191000 -10 (fornecida pela primeira versão da HP 12c Platinum)
```

```
Observação: Ao executar o teste acima, se atente para que a calculadora apresente 8 casas decimais.
Para exibir as 8 casas decimais, pressione as teclas: [f] 8 
```

### Correção do defeito
Aos possuidores da HP 12c Platinum na qual for identificado o referido defeito, sugere-se entrar em contato com a HP (www.hp.com/calculators), e efetuar a reclamação. O suporte técnico irá averiguar se existe efetivamente o defeito, e sendo constatado, irão instruí-lo a inserir um programa corretivo (lembrando que a calculadora é programável). A solução, portanto, será: 1) imputar o fluxo de caixa; 2) a calculadora irá calcular a TIR que sairá com resultado errado; 3) o usuário deverá rodar o programa corretivo (que terá sido previamente inserido), que recalculará a TIR.
O grande problema dessa solução é que a calculadora continua retornando a TIR errada, e sempre que isso ocorrer, o usuário deverá rodar este programa, que pode ser demorado (no cálculo acima, o programa corretivo leva aproximadamente 1min 30s para corrigir a TIR).
Por entender que a HP deve responsabilizar-se pela solução do problema, analisando caso a caso, não informamos a programação a ser inserida, devendo o usuário informar-se diretamente com a HP, seja para solicitar a troca, seja para inserir o programa corretivo.

## Comparação entre a HP 12c e a HP 12c Platinum / Prestige
| Característica     | HP 12c                         | HP 12c Platinum / Prestige                        |
| ------------------ | ------------------------------ | ------------------------------------------------- |
| Visor              | 10 segmentos de 7, uma linha   | 10 segmentos de 7, uma linha, contraste ajustável |
| Lógica de entrada  | RPN                            | RPN e algébrica                                   |
| Precisão interna   | 12 dígitos                     | 15 dígitos                                        |
| Programação        | Permite até 99 passos          | Permite até 399 passos                            |
| Dimensões          | 12,9 x 8,0 x 1,52 cm           | 12,9 x 7,9 x 1,5 cm                               |
| Desempenho         | 1x mais rápida                 | 6x mais rápida                                    |
| Memória            | Suporta até 20 fluxos de caixa | Suporta até 80 fluxos de caixa                    |
| Funções adicionais | –                              | Desfazer, backspace, x^2                          |